# نظرية نقل الضوء
نظرية نقل الضوء (بالإنجليزية: Light transport theory)‏، هي نظرية رياضياتية تعامل مع الرياضيات التي تكمن وراء حساب عمليات نقل الطاقة بين الوسائط التي تؤثر على الرؤية. تتناول هذه المقالة نقل الضوء في عمليات التصيير مثل الإضاءة الشاملة والتصوير عالي النطاق الديناميكي (high dynamic range imaging HDRI).

## الضوء

### نقل الضوء
تُقاس كمية الضوء المنقولة من خلال كثافة التدفق الضوئي flux density، أو الفيض الضوئي لكل وحدة مساحة عند نقطة السطح التي يجري قياسها عندها.

## القياس الإشعاعي ونقل الطاقة
علم الإشعاع هو علم قياس الإشعاع الكهرومغناطيسي، بما في ذلك الضوء المرئي. وهو يشكل الأساس لنظرية نقل الضوء، التي توضح كيفية تفاعل الضوء مع الأسطح والأجسام والوسائط.
- نماذج نقل الطاقة : يتفاعل الضوء مع الوسائط من خلال الامتصاص والانعكاس والانتقال. يجري التحكم في هذه العمليات بواسطة معادلة التصيير rendering equation، والتي تقوم بنمذجة توزيع الضوء في المشهد.

## النماذج الهندسية

### نصف الكرة
بالنسبة لسطح S، يمكن إسقاط نصف كرة H على السطح S لحساب كمية الضوء الوارد والصادر. إذا اختيرت نقطة P بشكل عشوائي على السطح S، فمن الممكن حساب كمية الضوء الوارد والصادر عن طريق مسقطها على نصف الكرة.

### نصف المكعب
يعمل نموذج نصف المكعب hemicube model بشكل مشابه لنموذج نصف الكرة، إلا أنه يُستخدم نصف المكعب في الإسقاط بدلاً من نصف الكرة. وهذا التشابه مفاهيمي فقط؛ أما الحساب الفعلي، الذي يجري من خلال التكامل العددي، فيتخذ شكلًا مختلفًا.

## ثنائية الموجة والجسيم
تتضمن نظرية نقل الضوء أوصافًا للضوء تعتمد على الموجات والجسيمات. ففي حين تعتمد النماذج القائمة على الموجات على مبادئ معادلات ماكسويل، تستخدم نماذج الجسيمات بصريات الأشعة وطرق مونت كارلو لمحاكاة مسارات الضوء.
- تتبع أشعة مونت كارلو: طريقة عشوائية تستخدم في محاكاة نقل الضوء لحساب الإضاءة الشاملة. تستفيد هذه الطريقة من العشوائية لتقدير الحلول لمعادلة التصيير، وخاصة في المشاهد المعقدة ذات التفاعلات الضوئية المتعددة.

## نماذج متقدمة
دالة توزيع الانعكاس ثنائي الاتجاه (BRDF)
نموذج دالة توزيع الانعكاس ثنائي الاتجاه (Bidirectional Reflectance Distribution Function BRDF) يوضح كيفية انعكاس الضوء على سطح معتم. يمكن تعريفه على أنه نسبة الإشعاع المنعكس في اتجاه معين إلى الإشعاع الساقط. تُعد دوال توزيع الانعكاس ثنائي الاتجاه أمرًا بالغ الأهمية في نظرية نقل الضوء لمحاكاة سلوك المواد الواقعي.
الوسائط المشاركة
يجري نمذجة نقل الضوء داخل الأجسام (على سبيل المثال، الضباب، أو الدخان، أو الأجسام الشفافة) باستخدام معادلة النقل الإشعاعي (radiative transfer equation RTE). تُعد الوسائط المشاركة جزءًا لا يتجزأ من تحقيق الواقعية الفوتوغرافية في المشاهد التي تتضمن تأثيرات ضوئية ثلاثية الأبعاد.

## التطبيقات في التصيير
يقوم التصيير Rendering بتحويل النموذج إلى صورة إما عن طريق محاكاة طريقة ما، مثل نقل الضوء، للحصول على صور واقعية دقيقة من الناحية المادية، أو عن طريق تطبيق نوع ما من الأنماط مثل التصيير غير الواقعي (non-photorealistic rendering NPR). العمليتان الأساسيتان في نقل الضوء هما النقل (كمية الضوء التي تنتقل من مكان إلى آخر) والتشتت (كيفية تفاعل الأسطح مع الضوء).

### الإضاءة الشاملة
تحاكي الإضاءة الشاملة جميع تفاعلات الضوء في المشهد، بما في ذلك الإضاءة غير المباشرة. ويستخدم نظرية نقل الضوء لحساب التأثيرات مثل نزيف اللون color bleeding والظلال الناعمة soft shadows.

### تصيير غير واقعي (NPR)
على عكس التصيير الواقعي ، فإن التصيير غير الواقعي (NPR) يستخدم نماذج نقل الضوء لتصميم الصور، وغالبًا ما يعطي الأولوية للقصد الفني على الدقة المادية.